# Elezioni amministrative in Italia del 2013
Le elezioni amministrative in Italia del 2013 si sono tenute il 26 e 27 maggio (con ballottaggi il 9 e 10 giugno).
In Friuli-Venezia Giulia si sono tenute il 21 e 22 aprile (con ballottaggi il 5 e 6 maggio).
In Sicilia si sono tenute il 9 e 10 giugno (con ballottaggi il 23 e 24 giugno).

## Sintesi

### Riepilogo sindaci eletti
Coalizione di centro-sinistra
     Coalizione di centro-destra
     Movimento 5 Stelle
     Coalizione di sinistra
     Comuni commissariati
| Regione               | Comune   | Sindaco uscente | Sindaco uscente            | Sindaco eletto | Sindaco eletto            | 1º turno | 1º turno | 2º turno | 2º turno | Seggi   |
| Regione               | Comune   | Sindaco uscente | Sindaco uscente            | Sindaco eletto | Sindaco eletto            | Voti     | %        | Voti     | %        | Seggi   |
| --------------------- | -------- | --------------- | -------------------------- | -------------- | ------------------------- | -------- | -------- | -------- | -------- | ------- |
| Lombardia             | Brescia  |                 | Adriano Paroli (PdL)       |                | Emilio Del Bono (PD)      | 34.373   | 38,06%   | 46.850   | 56,53%   | 20 / 32 |
| Lombardia             | Lodi     |                 | Vittorio Zappalorto        |                | Simone Uggetti (PD)       | 9.167    | 43,30%   | 9.544    | 53,62%   | 20 / 32 |
| Lombardia             | Sondrio  |                 | Alcide Molteni (PD)        |                | Alcide Molteni (PD)       | 5.771    | 53,68%   | N.D.     | N.D.     | 20 / 32 |
| Veneto                | Treviso  |                 | Gian Paolo Gobbo (LN)      |                | Giovanni Manildo (PD)     | 17.461   | 42,55%   | 21.403   | 55,50%   | 20 / 32 |
| Veneto                | Vicenza  |                 | Achille Variati (PD)       |                | Achille Variati (PD)      | 28.104   | 53,47%   | N.D.     | N.D.     | 20 / 32 |
| Friuli-Venezia Giulia | Udine    |                 | Furio Honsell (PD)         |                | Furio Honsell (PD)        | 21.197   | 46,02%   | 20.632   | 54,69%   | 24 / 40 |
| Liguria               | Imperia  |                 | Sabatino Marchione         |                | Carlo Capacci (Ind.)      | 10.232   | 46,83%   | 13.210   | 76,14%   | 20 / 32 |
| Toscana               | Massa    |                 | Roberto Pucci (Ind.)       |                | Alessandro Volpi (PD)     | 20.691   | 54,17%   | N.D.     | N.D.     | 21 / 32 |
| Toscana               | Siena    |                 | Enrico Laudanna            |                | Bruno Valentini (PD)      | 11.520   | 39,54%   | 12.076   | 52,00%   | 20 / 32 |
| Toscana               | Pisa     |                 | Marco Filippeschi (PD)     |                | Marco Filippeschi (PD)    | 20.835   | 53,52%   | N.D.     | N.D.     | 20 / 32 |
| Marche                | Ancona   |                 | Antonio Corona             |                | Valeria Mancinelli (PD)   | 17.212   | 37,65%   | 20.669   | 62,59%   | 20 / 32 |
| Lazio                 | Roma     |                 | Gianni Alemanno (PdL)      |                | Ignazio Marino (PD)       | 512.720  | 42,60%   | 664.490  | 63,93%   | 29 / 48 |
| Lazio                 | Viterbo  |                 | Giulio Marini (PdL)        |                | Leonardo Michelini (Ind.) | 12.542   | 35,85%   | 16.514   | 62,86%   | 20 / 32 |
| Molise                | Isernia  |                 | Vincenza Filippi           |                | Luigi Brasiello (PD)      | 6.904    | 50,54%   | N.D.     | N.D.     | 20 / 32 |
| Campania              | Avellino |                 | Cinzia Guercio             |                | Paolo Foti (PD)           | 9.026    | 25,31%   | 15.120   | 60,57%   | 20 / 32 |
| Puglia                | Barletta |                 | Anna Maria Manzone         |                | Pasquale Cascella (PD)    | 24.388   | 43,68%   | 23.749   | 62,89%   | 20 / 32 |
| Sicilia               | Catania  |                 | Raffaele Stancanelli (PdL) |                | Enzo Bianco (PD)          | 44.537   | 50,62%   | N.D.     | N.D.     | 27 / 45 |
| Sicilia               | Messina  |                 | Luigi Croce                |                | Renato Accorinti (Ind.)   | 19.540   | 23,88%   | 47.866   | 52,67%   | 4 / 40  |
| Sicilia               | Ragusa   |                 | Margherita Rizza           |                | Federico Piccitto (M5S)   | 4.732    | 15,64%   | 20.720   | 69,35%   | 18 / 30 |
| Sicilia               | Siracusa |                 | Alessandro Giacchetti      |                | Giancarlo Garozzo (PD)    | 14.311   | 31,11%   | 18.902   | 53,30%   | 24 / 40 |
| Sardegna              | Iglesias |                 | Antonio Ghiani             |                | Agostino Gariazzo (PD)    | 7.828    | 49,52%   | 7.216    | 51,68%   | 15 / 24 |

## Elezioni comunali

### Lombardia

#### Brescia
| Candidati                           | Candidati                              | Voti                        | %     | Liste                                | Voti   | %     | Seggi |
| ----------------------------------- | -------------------------------------- | --------------------------- | ----- | ------------------------------------ | ------ | ----- | ----- |
|                                     | Emilio Del Bono Accede al ballottaggio | 34.373                      | 38,06 | Partito Democratico                  | 21.254 | 27,54 | 13    |
| Brescia Civica per Del Bono Sindaco | Emilio Del Bono Accede al ballottaggio | 34.373                      | 38,06 | 4.095                                | 5,27   | 2     |       |
| Al Lavoro con Brescia               | Emilio Del Bono Accede al ballottaggio | 34.373                      | 38,06 | 3.564                                | 4,59   | 2     |       |
| Brescia con la Gente                | Emilio Del Bono Accede al ballottaggio | 34.373                      | 38,06 | 551                                  | 0,70   | 2     |       |
| Ecologisti e Reti Civiche           | Emilio Del Bono Accede al ballottaggio | 34.373                      | 38,06 | 489                                  | 0,63   | -     |       |
| Brescia Spirito Libero              | Emilio Del Bono Accede al ballottaggio | 34.373                      | 38,06 | 464                                  | 0,59   | -     |       |
|                                     | Adriano Paroli Accede al ballottaggio  | 34.323                      | 38,00 | Il Popolo della Libertà              | 11.180 | 14,40 | 4     |
| X Brescia Civica                    | Adriano Paroli Accede al ballottaggio  | 34.323                      | 38,00 | 7.463                                | 9,61   | 3     |       |
| Lega Nord                           | Adriano Paroli Accede al ballottaggio  | 34.323                      | 38,00 | 6.724                                | 8,66   | 2     |       |
| Fratelli d'Italia                   | Adriano Paroli Accede al ballottaggio  | 34.323                      | 38,00 | 2.132                                | 2,74   | -     |       |
| Unione di Centro                    | Adriano Paroli Accede al ballottaggio  | 34.323                      | 38,00 | 1.942                                | 2,50   | -     |       |
| Partito Pensionati                  | Adriano Paroli Accede al ballottaggio  | 34.323                      | 38,00 | 458                                  | 0,59   | -     |       |
| Futura Bresci@                      | Adriano Paroli Accede al ballottaggio  | 34.323                      | 38,00 | 286                                  | 0,36   | -     |       |
| Volontari per Tutti                 | Adriano Paroli Accede al ballottaggio  | 34.323                      | 38,00 | 285                                  | 0,36   | -     |       |
| Partito Liberale Italiano           | Adriano Paroli Accede al ballottaggio  | 34.323                      | 38,00 | 183                                  | 0,23   | -     |       |
| Seggio al candidato sindaco         | Seggio al candidato sindaco            | Seggio al candidato sindaco | 38,00 | 1                                    |        |       |       |
|                                     | Francesco Onofri                       | 6.711                       | 7,43  | Sindaco Francesco                    | 2.378  | 3,06  | -     |
| Piattaforma Civica                  | Francesco Onofri                       | 6.711                       | 7,43  | 1.663                                | 2,14   | -     |       |
| Civica Brescia                      | Francesco Onofri                       | 6.711                       | 7,43  | 863                                  | 1,11   | -     |       |
| Seggio al candidato sindaco         | Seggio al candidato sindaco            | Seggio al candidato sindaco | 7,43  | 1                                    |        |       |       |
|                                     | Laura Gamba                            | 6.588                       | 7,29  | Movimento 5 Stelle                   | 5.238  | 6,74  | 1     |
|                                     | Laura Castelletti                      | 6.247                       | 6,91  | Brescia 2013 (A)                     | 4.555  | 5,86  | 1     |
|                                     | Pierantonio Penocchio                  | 610                         | 0,67  | Forza Nuova                          | 540    | 0,69  | -     |
|                                     | Fiorenzo Bertocchi                     | 591                         | 0,65  | Partito della Rifondazione Comunista | 581    | 0,74  | -     |
|                                     | Giovanna Giacopini                     | 520                         | 0,57  | Brescia Solidale e Libertaria        | 447    | 0,57  | -     |
|                                     | Anna Seniga                            | 230                         | 0,25  | Donne per Brescia                    | 195    | 0,25  | -     |
|                                     | Alberto Prandini                       | 107                         | 0,11  | Partito Italia Nuova                 | 84     | 0,10  | -     |
| Totale                              | Totale                                 | 90.300                      |       |                                      | 77.614 |       | 32    |

- La lista contrassegnata con la lettera A è apparentata al secondo turno con il candidato sindaco Emilio Del Bono.

Ballottaggio
| Candidati | Candidati                  | Voti   | %     |
| --------- | -------------------------- | ------ | ----- |
|           | Emilio Del Bono ✔️ Sindaco | 46.850 | 56,53 |
|           | Adriano Paroli             | 36.027 | 43,47 |
| Totale    | Totale                     | 82.877 |       |

#### Lodi
| Candidati                   | Candidati                                 | Voti                        | %     | Liste                    | Voti   | %     | Seggi |
| --------------------------- | ----------------------------------------- | --------------------------- | ----- | ------------------------ | ------ | ----- | ----- |
|                             | Simone Uggetti Accede al ballottaggio     | 9.167                       | 43,30 | Partito Democratico      | 4.196  | 23,23 | 11    |
| Lodi Comune Solidale        | Simone Uggetti Accede al ballottaggio     | 9.167                       | 43,30 | 1.461                    | 8,09   | 3     |       |
| Simone Uggetti Sindaco      | Simone Uggetti Accede al ballottaggio     | 9.167                       | 43,30 | 955                      | 5,28   | 2     |       |
| Nel Solco di Guerini        | Simone Uggetti Accede al ballottaggio     | 9.167                       | 43,30 | 933                      | 5,16   | 2     |       |
| Sinistra Ecologia Libertà   | Simone Uggetti Accede al ballottaggio     | 9.167                       | 43,30 | 791                      | 4,38   | 2     |       |
|                             | Giuliana Cominetti Accede al ballottaggio | 7.300                       | 34,48 | Lega Nord                | 1.768  | 9,79  | 3     |
| Il Popolo della Libertà     | Giuliana Cominetti Accede al ballottaggio | 7.300                       | 34,48 | 1.545                    | 8,55   | 2     |       |
| Giuliana Cominetti Sindaco  | Giuliana Cominetti Accede al ballottaggio | 7.300                       | 34,48 | 1.488                    | 8,23   | 2     |       |
| Cominetti Progetto Civico   | Giuliana Cominetti Accede al ballottaggio | 7.300                       | 34,48 | 601                      | 3,32   | 1     |       |
| Insieme per il Lodigiano    | Giuliana Cominetti Accede al ballottaggio | 7.300                       | 34,48 | 581                      | 3,21   | -     |       |
| Seggio al candidato sindaco | Seggio al candidato sindaco               | Seggio al candidato sindaco | 34,48 | 1                        |        |       |       |
|                             | Sergio Tadi                               | 2.003                       | 9,46  | Primavera Lodigiana      | 1.332  | 7,37  | 1     |
| Guardare Avanti             | Sergio Tadi                               | 2.003                       | 9,46  | 129                      | 0,71   | -     |       |
| Seggio al candidato sindaco | Seggio al candidato sindaco               | Seggio al candidato sindaco | 9,46  | 1                        |        |       |       |
|                             | Domenico Conia                            | 1.348                       | 6,36  | Movimento 5 Stelle       | 1.087  | 6,01  | 1     |
|                             | Andrea Dardi                              | 830                         | 3,92  | Fratelli d'Italia        | 538    | 2,97  | -     |
| Partito Pensionati (A)      | Andrea Dardi                              | 830                         | 3,92  | 151                      | 0,83   | -     |       |
|                             | Stefano Buzzi                             | 324                         | 1,53  | Lodi che Verrà           | 295    | 1,63  | -     |
|                             | Francesco Staltari                        | 197                         | 0,93  | Unione Popolare per Lodi | 208    | 1,15  | -     |
| Totale                      | Totale                                    | 21.169                      |       |                          | 18.059 |       | 32    |

- La lista contrassegnata con la lettera A è apparentata al secondo turno con il candidato sindaco Giuliana Cominetti.

Ballottaggio
| Candidati | Candidati                 | Voti   | %     |
| --------- | ------------------------- | ------ | ----- |
|           | Simone Uggetti ✔️ Sindaco | 9.544  | 53,62 |
|           | Giuliana Cominetti        | 8.256  | 46,38 |
| Totale    | Totale                    | 17.800 |       |

#### Sondrio
| Candidati                   | Candidati                   | Voti                        | %     | Liste                   | Voti  | %     | Seggi |
| --------------------------- | --------------------------- | --------------------------- | ----- | ----------------------- | ----- | ----- | ----- |
|                             | Alcide Molteni ✔️ Sindaco   | 5.771                       | 53,68 | Sondrio Democratica     | 1.480 | 16,06 | 6     |
| Partito Democratico         | Alcide Molteni ✔️ Sindaco   | 5.771                       | 53,68 | 1.369                   | 14,86 | 6     |       |
| Sondrio Città Ideale        | Alcide Molteni ✔️ Sindaco   | 5.771                       | 53,68 | 847                     | 9,19  | 4     |       |
| Sondrio 2020                | Alcide Molteni ✔️ Sindaco   | 5.771                       | 53,68 | 673                     | 7,30  | 3     |       |
| Sinistra per Sondrio        | Alcide Molteni ✔️ Sindaco   | 5.771                       | 53,68 | 423                     | 4,59  | 1     |       |
|                             | Mario Fiumanò               | 2.248                       | 20,91 | Il Popolo della Libertà | 812   | 8,81  | 2     |
| Rilanciamo Sondrio          | Mario Fiumanò               | 2.248                       | 20,91 | 612                     | 6,64  | 2     |       |
| Sondrio Liberale            | Mario Fiumanò               | 2.248                       | 20,91 | 540                     | 5,86  | 1     |       |
| Seggio al candidato sindaco | Seggio al candidato sindaco | Seggio al candidato sindaco | 20,91 | 1                       |       |       |       |
|                             | Lorenzo Grillo Della Berta  | 847                         | 7,87  | Lega Nord               | 717   | 7,78  | 2     |
|                             | Giuseppe Tarabini           | 720                         | 6,69  | Popolari Retici         | 715   | 7,76  | 2     |
|                             | Matteo Barberi              | 639                         | 5,94  | Movimento 5 Stelle      | 535   | 5,80  | 1     |
|                             | Davide Tacelli              | 524                         | 4,87  | Sondrio Anch'io!        | 487   | 5,28  | 1     |
| Totale                      | Totale                      | 10.749                      |       |                         | 9.210 |       | 32    |

### Veneto

#### Treviso
| Candidati                   | Candidati                                  | Voti                        | %     | Liste               | Voti   | %     | Seggi |
| --------------------------- | ------------------------------------------ | --------------------------- | ----- | ------------------- | ------ | ----- | ----- |
|                             | Giovanni Manildo Accede al ballottaggio    | 17.461                      | 42,55 | Partito Democratico | 8.592  | 23,18 | 12    |
| Per Treviso                 | Giovanni Manildo Accede al ballottaggio    | 17.461                      | 42,55 | 1.973               | 5,32   | 2     |       |
| Treviso Civica              | Giovanni Manildo Accede al ballottaggio    | 17.461                      | 42,55 | 1.848               | 5,05   | 2     |       |
| Impegno Civile con Franchin | Giovanni Manildo Accede al ballottaggio    | 17.461                      | 42,55 | 1.861               | 5,02   | 2     |       |
| Sinistra Unita              | Giovanni Manildo Accede al ballottaggio    | 17.461                      | 42,55 | 1.704               | 4,59   | 2     |       |
|                             | Giancarlo Gentilini Accede al ballottaggio | 14.283                      | 34,81 | Gentilini Sindaco   | 7.556  | 20,38 | 5     |
| Lega Nord                   | Giancarlo Gentilini Accede al ballottaggio | 14.283                      | 34,81 | 3.066               | 8,27   | 2     |       |
| Il Popolo della Libertà     | Giancarlo Gentilini Accede al ballottaggio | 14.283                      | 34,81 | 2.011               | 5,42   | 1     |       |
| Treviso ci Piace            | Giancarlo Gentilini Accede al ballottaggio | 14.283                      | 34,81 | 243                 | 0,65   | -     |       |
| Seggio al candidato sindaco | Seggio al candidato sindaco                | Seggio al candidato sindaco | 34,81 | 1                   |        |       |       |
|                             | Massimo Zanetti                            | 4.337                       | 10,57 | Prima Treviso       | 2.626  | 7,08  | 1     |
| Scelta Civica               | Massimo Zanetti                            | 4.337                       | 10,57 | 875                 | 2,36   | -     |       |
| Rinascita per Treviso       | Massimo Zanetti                            | 4.337                       | 10,57 | 260                 | 0,70   | -     |       |
| Seggio al candidato sindaco | Seggio al candidato sindaco                | Seggio al candidato sindaco | 10,57 | 1                   |        |       |       |
|                             | Alessandro Gnocchi                         | 2.841                       | 6,92  | Movimento 5 Stelle  | 2.533  | 6,83  | 1     |
|                             | Beppe Mauro                                | 1.235                       | 3,00  | Grande Treviso      | 728    | 1,96  | -     |
| Fare Treviso Futura         | Beppe Mauro                                | 1.235                       | 3,00  | 500                 | 1,34   | -     |       |
|                             | Alessia Bellon                             | 873                         | 2,12  | Indipendenza Veneta | 680    | 1,83  | -     |
| Totale                      | Totale                                     | 41.030                      |       |                     | 37.062 |       | 32    |

Ballottaggio
| Candidati | Candidati                   | Voti   | %     |
| --------- | --------------------------- | ------ | ----- |
|           | Giovanni Manildo ✔️ Sindaco | 21.403 | 55,50 |
|           | Giancarlo Gentilini         | 17.159 | 44,50 |
| Totale    | Totale                      | 38.562 |       |

#### Vicenza
| Candidati                                   | Candidati                   | Voti                        | %     | Liste                                  | Voti   | %     | Seggi |
| ------------------------------------------- | --------------------------- | --------------------------- | ----- | -------------------------------------- | ------ | ----- | ----- |
|                                             | Achille Variati ✔️ Sindaco  | 28.104                      | 53,47 | Partito Democratico                    | 12.629 | 28,54 | 11    |
| Variati Sindaco                             | Achille Variati ✔️ Sindaco  | 28.104                      | 53,47 | 8.622                                  | 19,48  | 8     |       |
| Unione di Centro                            | Achille Variati ✔️ Sindaco  | 28.104                      | 53,47 | 1.511                                  | 3,41   | 1     |       |
|                                             | Manuela Dal Lago            | 14.391                      | 27,38 | Manuela Dal Lago - Libera dagli Schemi | 5.178  | 11,70 | 3     |
| Il Popolo della Libertà                     | Manuela Dal Lago            | 14.391                      | 27,38 | 4.650                                  | 10,50  | 3     |       |
| Lega Nord                                   | Manuela Dal Lago            | 14.391                      | 27,38 | 2.032                                  | 4,59   | 1     |       |
| No Privilegi Politici - Sì Dal Molin        | Manuela Dal Lago            | 14.391                      | 27,38 | 336                                    | 0,75   | -     |       |
| Meridio - Movimento Aria Pulita per Vicenza | Manuela Dal Lago            | 14.391                      | 27,38 | 208                                    | 0,47   | -     |       |
| Seggio al candidato sindaco                 | Seggio al candidato sindaco | Seggio al candidato sindaco | 27,38 | 1                                      |        |       |       |
|                                             | Liliana Zaltron             | 3.420                       | 6,50  | Movimento 5 Stelle                     | 3.120  | 7,05  | 2     |
|                                             | Claudio Cicero              | 2.445                       | 4,65  | Cicero Impegno a 360 Gradi             | 1.975  | 4,46  | 1     |
|                                             | Valentina Dovigo            | 1.611                       | 3,06  | Sinistra Ecologia Libertà              | 988    | 2,23  | -     |
| Valentina Dovigo Sindaco                    | Valentina Dovigo            | 1.611                       | 3,06  | 676                                    | 1,52   | -     |       |
| Seggio al candidato sindaco                 | Seggio al candidato sindaco | Seggio al candidato sindaco | 3,06  | 1                                      |        |       |       |
|                                             | Valerio Sorrentino          | 1.408                       | 2,67  | Sorrentino Sindaco                     | 1.173  | 2,65  | -     |
|                                             | Maurizio Sangineto          | 729                         | 1,38  | Un'Altra Vicenza                       | 706    | 1,59  | -     |
|                                             | Franca Equizi               | 208                         | 0,39  | SOS Giustizia e Legalità               | 188    | 0,42  | -     |
|                                             | Guido Zentile               | 159                         | 0,30  | Partito della Rifondazione Comunista   | 182    | 0,41  | -     |
|                                             | Raffaello Giampiccolo       | 81                          | 0,15  | Partito di Alternativa Comunista       | 73     | 0,16  | -     |
| Totale                                      | Totale                      | 52.556                      |       |                                        | 44.247 |       | 32    |

### Friuli-Venezia Giulia

#### Udine
| Candidati                                   | Candidati                            | Voti                        | %     | Liste                   | Voti   | %     | Seggi |
| ------------------------------------------- | ------------------------------------ | --------------------------- | ----- | ----------------------- | ------ | ----- | ----- |
|                                             | Furio Honsell Accede al ballottaggio | 21.408                      | 45,97 | Partito Democratico     | 9,031  | 24,57 | 14    |
| Innovare con Honsell                        | Furio Honsell Accede al ballottaggio | 21.408                      | 45,97 | 5.459                   | 14,85  | 8     |       |
| Sinistra Ecologia Libertà                   | Furio Honsell Accede al ballottaggio | 21.408                      | 45,97 | 1.775                   | 4,83   | 2     |       |
| Rifondazione Comunista - Comunisti Italiani | Furio Honsell Accede al ballottaggio | 21.408                      | 45,97 | 541                     | 1,47   | -     |       |
|                                             | Adriano Ioan Accede al ballottaggio  | 16.574                      | 35,59 | Il Popolo della Libertà | 5.133  | 13,96 | 5     |
| Identità Civica                             | Adriano Ioan Accede al ballottaggio  | 16.574                      | 35,59 | 3.470                   | 9,44   | 3     |       |
| Per Udine                                   | Adriano Ioan Accede al ballottaggio  | 16.574                      | 35,59 | 1.542                   | 4,20   | 1     |       |
| Lega Nord                                   | Adriano Ioan Accede al ballottaggio  | 16.574                      | 35,59 | 1.346                   | 3,66   | 1     |       |
| Unione di Centro                            | Adriano Ioan Accede al ballottaggio  | 16.574                      | 35,59 | 930                     | 2,53   | -     |       |
| La Destra                                   | Adriano Ioan Accede al ballottaggio  | 16.574                      | 35,59 | 761                     | 2,07   | -     |       |
| Seggio al candidato sindaco                 | Seggio al candidato sindaco          | Seggio al candidato sindaco | 35,59 | 1                       |        |       |       |
|                                             | Paolo Perozzo                        | 6.831                       | 14,67 | Movimento 5 Stelle      | 5.496  | 14,95 | 5     |
|                                             | Carletto Rizzi                       | 708                         | 1,52  | Udine Futura            | 475    | 1,29  | -     |
|                                             | Flavio Cavinato                      | 650                         | 1,40  | Blocco Civico           | 521    | 1,42  | -     |
|                                             | Antonio Miclavez                     | 394                         | 0,85  | Miclavez Sindaco        | 278    | 0,76  | -     |
| Totale                                      | Totale                               | 46.565                      |       |                         | 36.758 |       | 40    |

Ballottaggio
| Candidati | Candidati                | Voti   | %     |
| --------- | ------------------------ | ------ | ----- |
|           | Furio Honsell ✔️ Sindaco | 20.632 | 54,69 |
|           | Adriano Ioan             | 17.094 | 45,31 |
| Totale    |                          |        |       |

Fonti: Primo turno, candidati - liste - Secondo turno - Seggi

### Liguria

#### Imperia
| Candidati                           | Candidati                             | Voti                        | %     | Liste                           | Voti   | %     | Seggi |
| ----------------------------------- | ------------------------------------- | --------------------------- | ----- | ------------------------------- | ------ | ----- | ----- |
|                                     | Carlo Capacci Accede al ballottaggio  | 10.232                      | 46,83 | Partito Democratico             | 3.490  | 16,89 | 8     |
| Imperia Cambia                      | Carlo Capacci Accede al ballottaggio  | 10.232                      | 46,83 | 3.360                           | 16,27  | 7     |       |
| Laboratorio per Imperia             | Carlo Capacci Accede al ballottaggio  | 10.232                      | 46,83 | 2.044                           | 9,89   | 4     |       |
| Imperia di Tutti, Imperia per Tutti | Carlo Capacci Accede al ballottaggio  | 10.232                      | 46,83 | 674                             | 3,26   | 1     |       |
|                                     | Erminio Annoni Accede al ballottaggio | 6.163                       | 28,20 | Il Popolo della Libertà         | 4.180  | 20,24 | 5     |
| Imperia Riparte                     | Erminio Annoni Accede al ballottaggio | 6.163                       | 28,20 | 1.372                           | 6,64   | 1     |       |
| Scelta per Imperia                  | Erminio Annoni Accede al ballottaggio | 6.163                       | 28,20 | 527                             | 2,55   | -     |       |
| Lega Nord - Indipendenti            | Erminio Annoni Accede al ballottaggio | 6.163                       | 28,20 | 429                             | 2,07   | -     |       |
| Seggio al candidato sindaco         | Seggio al candidato sindaco           | Seggio al candidato sindaco | 28,20 | 1                               |        |       |       |
|                                     | Gian Franco Grosso                    | 2.456                       | 11,24 | Imperia Bene Comune (SEL - PRC) | 1.972  | 9,54  | 2     |
|                                     | Antonio Russo                         | 1.972                       | 9,02  | Movimento 5 Stelle              | 1.776  | 8,60  | 2     |
|                                     | Alessandro Casano                     | 1.024                       | 4,68  | La Svolta                       | 827    | 4,00  | 1     |
| Totale                              | Totale                                | 21.847                      |       |                                 | 20.651 |       | 32    |

Ballottaggio
| Candidati | Candidati                | Voti   | %     |
| --------- | ------------------------ | ------ | ----- |
|           | Carlo Capacci ✔️ Sindaco | 13.210 | 76,14 |
|           | Erminio Annoni           | 4.140  | 23,86 |
| Totale    | Totale                   | 17.350 |       |

### Toscana

#### Massa
| Candidati                            | Candidati                   | Voti                        | %     | Liste                       | Voti   | %     | Seggi |
| ------------------------------------ | --------------------------- | --------------------------- | ----- | --------------------------- | ------ | ----- | ----- |
|                                      | Alessandro Volpi ✔️ Sindaco | 20.691                      | 54,17 | Partito Democratico         | 8.659  | 23,85 | 9     |
| Per Massa Volpi Sindaco              | Alessandro Volpi ✔️ Sindaco | 20.691                      | 54,17 | 4.729                       | 13,02  | 5     |       |
| Uniti per Alessandro Volpi Sindaco   | Alessandro Volpi ✔️ Sindaco | 20.691                      | 54,17 | 2.893                       | 7,97   | 3     |       |
| Sinistra Ecologia Libertà            | Alessandro Volpi ✔️ Sindaco | 20.691                      | 54,17 | 2.107                       | 5,80   | 2     |       |
| Socialisti per Massa Futura          | Alessandro Volpi ✔️ Sindaco | 20.691                      | 54,17 | 1.816                       | 5,00   | 1     |       |
| Partito della Rifondazione Comunista | Alessandro Volpi ✔️ Sindaco | 20.691                      | 54,17 | 1.125                       | 3,09   | 1     |       |
|                                      | Gabriella Gabrielli         | 7.179                       | 18,79 | Gabrielli Sindaco per Massa | 3.235  | 8,91  | 3     |
| Unione di Centro                     | Gabriella Gabrielli         | 7.179                       | 18,79 | 1.267                       | 3,49   | 1     |       |
| Cittadini al Centro                  | Gabriella Gabrielli         | 7.179                       | 18,79 | 1.015                       | 2,79   | 1     |       |
| Impegno per Massa                    | Gabriella Gabrielli         | 7.179                       | 18,79 | 722                         | 1,98   | -     |       |
| Scelta Civica                        | Gabriella Gabrielli         | 7.179                       | 18,79 | 300                         | 0,82   | -     |       |
| Lista Evoluzione                     | Gabriella Gabrielli         | 7.179                       | 18,79 | 138                         | 0,38   | -     |       |
| Seggio al candidato sindaco          | Seggio al candidato sindaco | Seggio al candidato sindaco | 18,79 | 1                           |        |       |       |
|                                      | Riccardo Ricciardi          | 4.590                       | 12,01 | Movimento 5 Stelle          | 3.375  | 9,29  | 3     |
|                                      | Stefano Caruso              | 2.023                       | 5,29  | Il Popolo della Libertà     | 1.857  | 5,11  | 1     |
|                                      | Stefano Benedetti           | 1.757                       | 4,60  | Stefano Benedetti Sindaco   | 1.363  | 3,75  | 1     |
|                                      | Alessandro Amorese          | 1.008                       | 2,63  | Fratelli d'Italia           | 905    | 2,49  | -     |
|                                      | Dario Dalle Luche           | 944                         | 2,47  | Il Coraggio di Cambiare     | 790    | 2,17  | -     |
| Totale                               | Totale                      | 38.192                      |       |                             | 36.296 |       | 32    |

#### Pisa
| Candidati                            | Candidati                    | Voti                        | %     | Liste                                               | Voti   | %     | Seggi |
| ------------------------------------ | ---------------------------- | --------------------------- | ----- | --------------------------------------------------- | ------ | ----- | ----- |
|                                      | Marco Filippeschi ✔️ Sindaco | 20.835                      | 53,51 | Partito Democratico                                 | 13.665 | 38,68 | 15    |
| In Lista per Pisa                    | Marco Filippeschi ✔️ Sindaco | 20.835                      | 53,51 | 2.496                                               | 7,06   | 2     |       |
| Sinistra Ecologia Libertà            | Marco Filippeschi ✔️ Sindaco | 20.835                      | 53,51 | 1.854                                               | 5,24   | 2     |       |
| Riformisti per Pisa                  | Marco Filippeschi ✔️ Sindaco | 20.835                      | 53,51 | 1.731                                               | 4,90   | 1     |       |
| Italia dei Valori                    | Marco Filippeschi ✔️ Sindaco | 20.835                      | 53,51 | 297                                                 | 0,84   | -     |       |
|                                      | Franco Mugnai                | 4.901                       | 12,58 | Il Popolo della Libertà                             | 3.789  | 10,72 | 3     |
| La Destra                            | Franco Mugnai                | 4.901                       | 12,58 | 510                                                 | 1,44   | -     |       |
| Lega Nord                            | Franco Mugnai                | 4.901                       | 12,58 | 125                                                 | 0,35   | -     |       |
| Seggio al candidato sindaco          | Seggio al candidato sindaco  | Seggio al candidato sindaco | 12,58 | 1                                                   |        |       |       |
|                                      | Valeria Antoni               | 4.097                       | 10,52 | Movimento 5 Stelle                                  | 3.251  | 9,20  | 3     |
|                                      | Diego Petrucci               | 3.885                       | 9,97  | Noi Adesso Pis@                                     | 2.149  | 6,08  | 2     |
| Fratelli d'Italia                    | Diego Petrucci               | 3.885                       | 9,97  | 992                                                 | 2,80   | -     |       |
| Seggio al candidato sindaco          | Seggio al candidato sindaco  | Seggio al candidato sindaco | 9,97  | 1                                                   |        |       |       |
|                                      | Francesco Auletta            | 3.146                       | 8,08  | Una Città in Comune                                 | 1.688  | 4,77  | 1     |
| Partito della Rifondazione Comunista | Francesco Auletta            | 3.146                       | 8,08  | 1.038                                               | 2,93   | -     |       |
| Seggio al candidato sindaco          | Seggio al candidato sindaco  | Seggio al candidato sindaco | 8,08  | 1                                                   |        |       |       |
|                                      | Carlo Lazzeroni              | 697                         | 1,79  | Unione di Centro                                    | 572    | 1,61  | -     |
|                                      | Salvatore Montano            | 571                         | 1,46  | Partito dei Comunisti Italiani                      | 454    | 1,28  | -     |
|                                      | Mario Biasci                 | 561                         | 1,44  | Avvenire per Pisa                                   | 539    | 1,52  | -     |
|                                      | Emanuele Guidi               | 239                         | 0,61  | Giovani per le Istituzioni - Giovani Bene in Comune | 175    | 0,49  | -     |
| Totale                               | Totale                       | 38.932                      |       |                                                     | 35.325 |       | 32    |

#### Siena
| Candidati                            | Candidati                              | Voti                        | %     | Liste                 | Voti   | %     | Seggi |
| ------------------------------------ | -------------------------------------- | --------------------------- | ----- | --------------------- | ------ | ----- | ----- |
|                                      | Bruno Valentini Accede al ballottaggio | 11.520                      | 39,54 | Partito Democratico   | 6.483  | 25,29 | 12    |
| Siena Cambia                         | Bruno Valentini Accede al ballottaggio | 11.520                      | 39,54 | 2.534                 | 9,88   | 5     |       |
| Sinistra Ecologia Libertà            | Bruno Valentini Accede al ballottaggio | 11.520                      | 39,54 | 1.322                 | 5,15   | 2     |       |
| Riformisti                           | Bruno Valentini Accede al ballottaggio | 11.520                      | 39,54 | 613                   | 2,39   | 1     |       |
|                                      | Eugenio Neri Accede al ballottaggio    | 6.809                       | 23,37 | Nero su Bianco!       | 2.096  | 8,17  | 2     |
| Moderati di Centrodestra             | Eugenio Neri Accede al ballottaggio    | 6.809                       | 23,37 | 2.071                 | 8,07   | 2     |       |
| Siena Rinasce!                       | Eugenio Neri Accede al ballottaggio    | 6.809                       | 23,37 | 1.091                 | 4,25   | 1     |       |
| Fratelli di Siena                    | Eugenio Neri Accede al ballottaggio    | 6.809                       | 23,37 | 404                   | 1,57   | -     |       |
| Seggio al candidato sindaco          | Seggio al candidato sindaco            | Seggio al candidato sindaco | 23,37 | 1                     |        |       |       |
|                                      | Laura Vigni                            | 2.999                       | 10,29 | Sinistra per Siena    | 734    | 2,86  | -     |
| Partito della Rifondazione Comunista | Laura Vigni                            | 2.999                       | 10,29 | 725                   | 2,82   | -     |       |
| Siena si Muove                       | Laura Vigni                            | 2.999                       | 10,29 | 465                   | 1,81   | -     |       |
| Seggio al candidato sindaco          | Seggio al candidato sindaco            | Seggio al candidato sindaco | 10,29 | 1                     |        |       |       |
|                                      | Michele Pinassi                        | 2.494                       | 8,56  | Movimento 5 Stelle    | 2.194  | 8,55  | 2     |
|                                      | Enrico Tucci                           | 1.936                       | 6,64  | Cittadini di Siena    | 1.673  | 6,52  | 1     |
|                                      | Marco Falorni                          | 1.486                       | 5,10  | Impegno per Siena (A) | 1.202  | 4,68  | 1     |
|                                      | Mauro Marzucchi                        | 1.417                       | 4,86  | Siena Futura          | 1.513  | 5,90  | 1     |
|                                      | Alessandro Corsini                     | 472                         | 1,62  | 53100                 | 513    | 2,00  | -     |
| Totale                               | Totale                                 | 29.133                      |       |                       | 25.633 |       | 32    |

La lista contrassegnate con la lettera A è apparentata al secondo turno con il candidato sindaco Eugenio Neri.
Ballottaggio
| Candidati | Candidati                  | Voti   | %     |
| --------- | -------------------------- | ------ | ----- |
|           | Bruno Valentini ✔️ Sindaco | 12.076 | 52,00 |
|           | Eugenio Neri               | 11.146 | 48,00 |
| Totale    | Totale                     | 23.222 |       |

### Marche

#### Ancona
| Candidati                                   | Candidati                                 | Voti                        | %     | Liste                           | Voti   | %     | Seggi |
| ------------------------------------------- | ----------------------------------------- | --------------------------- | ----- | ------------------------------- | ------ | ----- | ----- |
|                                             | Valeria Mancinelli Accede al ballottaggio | 17.273                      | 37,65 | Partito Democratico             | 10.652 | 26,20 | 14    |
| Ancona 2020                                 | Valeria Mancinelli Accede al ballottaggio | 17.273                      | 37,65 | 1.656                           | 4,07   | 2     |       |
| Federazione dei Verdi                       | Valeria Mancinelli Accede al ballottaggio | 17.273                      | 37,65 | 1.452                           | 3,57   | 2     |       |
| Unione di Centro                            | Valeria Mancinelli Accede al ballottaggio | 17.273                      | 37,65 | 1.400                           | 3,44   | 1     |       |
| Scelta Civica                               | Valeria Mancinelli Accede al ballottaggio | 17.273                      | 37,65 | 1.300                           | 3,19   | 1     |       |
|                                             | Italo D'Angelo Accede al ballottaggio     | 9.413                       | 20,52 | Il Popolo della Libertà         | 4.266  | 10,49 | 2     |
| La Tua Ancona                               | Italo D'Angelo Accede al ballottaggio     | 9.413                       | 20,52 | 3.076                           | 7,56   | 2     |       |
| Seggio al candidato sindaco                 | Seggio al candidato sindaco               | Seggio al candidato sindaco | 20,52 | 1                               |        |       |       |
|                                             | Andrea Quattrini                          | 6.894                       | 15,02 | Movimento 5 Stelle              | 5.711  | 14,05 | 4     |
|                                             | Stefano Crispiani                         | 4.380                       | 9,54  | Sinistra Ecologia Libertà       | 2.958  | 7,27  | 1     |
| Rifondazione Comunista - Comunisti Italiani | Stefano Crispiani                         | 4.380                       | 9,54  | 893                             | 2,19   | -     |       |
| Seggio al candidato sindaco                 | Seggio al candidato sindaco               | Seggio al candidato sindaco | 9,54  | 1                               |        |       |       |
|                                             | Stefano Tombolini                         | 3.040                       | 6,62  | Sessantacento                   | 2.790  | 6,86  | 1     |
|                                             | Matteo Bilei                              | 1.355                       | 2,95  | A20 - La Formula da Condividere | 1.083  | 2,66  | -     |
|                                             | Stefano Benvenuti Gostoli                 | 1.264                       | 2,75  | Fratelli d'Italia               | 1.077  | 2,65  | -     |
|                                             | Letizia Perticaroli                       | 884                         | 1,91  | Alleanza per Ancona (A)         | 847    | 2,08  | -     |
|                                             | Marcello Pesaresi                         | 829                         | 1,80  | Progetto Città                  | 886    | 2,18  | -     |
|                                             | David Favia                               | 540                         | 1,17  | Centro Democratico              | 594    | 1,46  | -     |
| Totale                                      | Totale                                    | 45.872                      |       |                                 | 40.641 |       | 32    |

- La lista contrassegnata con la lettera A è apparentata al secondo turno con il candidato sindaco Italo D'Angelo.

Ballottaggio
| Candidati | Candidati                     | Voti   | %     |
| --------- | ----------------------------- | ------ | ----- |
|           | Valeria Mancinelli ✔️ Sindaco | 20.669 | 62,59 |
|           | Italo D'Angelo                | 12.356 | 37,41 |
| Totale    | Totale                        | 33.025 |       |

### Lazio

#### Roma
| Candidati                           | Candidati                              | Voti                        | %     | Liste                               | Voti      | %     | Seggi |
| ----------------------------------- | -------------------------------------- | --------------------------- | ----- | ----------------------------------- | --------- | ----- | ----- |
|                                     | Ignazio Marino Accede al ballottaggio  | 512.720                     | 42,60 | Partito Democratico                 | 267.605   | 26,26 | 19    |
| Lista Civica Marino Sindaco         | Ignazio Marino Accede al ballottaggio  | 512.720                     | 42,60 | 75.494                              | 7,40      | 5     |       |
| Sinistra Ecologia Libertà           | Ignazio Marino Accede al ballottaggio  | 512.720                     | 42,60 | 63.728                              | 6,25      | 4     |       |
| Centro Democratico                  | Ignazio Marino Accede al ballottaggio  | 512.720                     | 42,60 | 14.735                              | 1,44      | 1     |       |
| Federazione dei Verdi               | Ignazio Marino Accede al ballottaggio  | 512.720                     | 42,60 | 6.299                               | 0,61      | -     |       |
| Partito Socialista Italiano         | Ignazio Marino Accede al ballottaggio  | 512.720                     | 42,60 | 5.853                               | 0,57      | -     |       |
|                                     | Gianni Alemanno Accede al ballottaggio | 364.337                     | 30,27 | Il Popolo della Libertà             | 195.749   | 19,21 | 7     |
| Fratelli d'Italia                   | Gianni Alemanno Accede al ballottaggio | 364.337                     | 30,27 | 60.375                              | 5,92      | 2     |       |
| Cittadini X Roma                    | Gianni Alemanno Accede al ballottaggio | 364.337                     | 30,27 | 50.239                              | 4,93      | 2     |       |
| La Destra                           | Gianni Alemanno Accede al ballottaggio | 364.337                     | 30,27 | 13.256                              | 1,30      | -     |       |
| Movimento Unione Italiano           | Gianni Alemanno Accede al ballottaggio | 364.337                     | 30,27 | 2.036                               | 0,19      | -     |       |
| Azzurri Italiani                    | Gianni Alemanno Accede al ballottaggio | 364.337                     | 30,27 | 1.617                               | 0,15      | -     |       |
| Seggio al candidato sindaco         | Seggio al candidato sindaco            | Seggio al candidato sindaco | 30,27 | 1                                   |           |       |       |
|                                     | Marcello De Vito                       | 149.665                     | 12,43 | Movimento 5 Stelle                  | 130.635   | 12,82 | 4     |
|                                     | Alfio Marchini                         | 114.169                     | 9,48  | Alfio Marchini Sindaco              | 76.203    | 7,47  | 2     |
| Cambiamo con Roma                   | Alfio Marchini                         | 114.169                     | 9,48  | 3.404                               | 0,33      | -     |       |
| Seggio al candidato sindaco         | Seggio al candidato sindaco            | Seggio al candidato sindaco | 9,48  | 1                                   |           |       |       |
|                                     | Sandro Medici                          | 26.825                      | 2,22  | Sinistra per Roma                   | 11.629    | 1,14  | -     |
| Repubblica Romana                   | Sandro Medici                          | 26.825                      | 2,22  | 7.940                               | 0,77      | -     |       |
| Roma Pirata                         | Sandro Medici                          | 26.825                      | 2,22  | 715                                 | 0,07      | -     |       |
|                                     | Alfonso Luigi Marra                    | 14.307                      | 1,18  | Lista dei Grilli Parlanti - No Euro | 6.552     | 0,64  | -     |
| Forza Roma                          | Alfonso Luigi Marra                    | 14.307                      | 1,18  | 1.416                               | 0,13      | -     |       |
| No alla Chiusura degli Ospedali     | Alfonso Luigi Marra                    | 14.307                      | 1,18  | 1.304                               | 0,12      | -     |       |
| Animalisti Ambientalisti            | Alfonso Luigi Marra                    | 14.307                      | 1,18  | 1.004                               | 0,09      | -     |       |
| Pensioni e Dignità                  | Alfonso Luigi Marra                    | 14.307                      | 1,18  | 995                                 | 0,09      | -     |       |
| Dimezziamo lo Stipendio ai Politici | Alfonso Luigi Marra                    | 14.307                      | 1,18  | 901                                 | 0,08      | -     |       |
| Viva l'Italia                       | Alfonso Luigi Marra                    | 14.307                      | 1,18  | 450                                 | 0,04      | -     |       |
| Fronte Giustizialista               | Alfonso Luigi Marra                    | 14.307                      | 1,18  | 134                                 | 0,01      | -     |       |
| Lega Italica                        | Alfonso Luigi Marra                    | 14.307                      | 1,18  | 129                                 | 0,01      | -     |       |
|                                     | Simone Di Stefano                      | 7.166                       | 0,59  | CasaPound Italia                    | 6.295     | 0,61  | -     |
|                                     | Gianguido Saletnich                    | 2.044                       | 0,16  | Forza Nuova                         | 1.780     | 0,17  | -     |
|                                     | Alessandro Bianchi                     | 2.006                       | 0,16  | Progetto Roma                       | 1.831     | 0,17  | -     |
|                                     | Giovanni Palladino                     | 1.800                       | 0,14  | Popolari Liberi e Forti             | 1.593     | 0,15  | -     |
|                                     | Luca Romagnoli                         | 1.795                       | 0,14  | Fiamma Tricolore                    | 1.556     | 0,15  | -     |
|                                     | Fabrizio Verduchi                      | 1.074                       | 0,08  | Italia Cristiana                    | 855       | 0,08  | -     |
|                                     | Gerardo Valentini                      | 996                         | 0,08  | Movimento Cantiere Italia           | 975       | 0,09  | -     |
|                                     | Edoardo De Blasio                      | 974                         | 0,08  | Partito Liberale Italiano           | 837       | 0,08  | -     |
|                                     | Matteo Corsini                         | 843                         | 0,07  | Roma Risorge                        | 624       | 0,06  | -     |
|                                     | Angelo Novellino                       | 809                         | 0,06  | Italia Reale                        | 618       | 0,06  | -     |
|                                     | Armando Mantuano                       | 775                         | 0,06  | Militia Christi                     | 632       | 0,06  | -     |
|                                     | Stefano Tersigni                       | 624                         | 0,05  | Roma Capitale è Tua                 | 571       | 0,05  | -     |
|                                     | Valerio De Masi                        | 406                         | 0,03  | Partito Italia Nuova                | 347       | 0,03  | -     |
| Totale                              | Totale                                 | 1.203.335                   |       |                                     | 1.018.911 |       | 48    |

Ballottaggio
| Candidati | Candidati                 | Voti      | %     |
| --------- | ------------------------- | --------- | ----- |
|           | Ignazio Marino ✔️ Sindaco | 664.490   | 63,93 |
|           | Gianni Alemanno           | 374.883   | 36,07 |
| Totale    | Totale                    | 1.039.373 |       |

#### Viterbo
| Candidati                                       | Candidati                                 | Voti                        | %     | Liste                                | Voti   | %     | Seggi |
| ----------------------------------------------- | ----------------------------------------- | --------------------------- | ----- | ------------------------------------ | ------ | ----- | ----- |
|                                                 | Leonardo Michelini Accede al ballottaggio | 12.542                      | 35,85 | Partito Democratico                  | 6.757  | 20,19 | 12    |
| Oltre le Mura                                   | Leonardo Michelini Accede al ballottaggio | 12.542                      | 35,85 | 3.920                                | 11,71  | 6     |       |
| Sinistra Ecologia Libertà - Viterbo Bene Comune | Leonardo Michelini Accede al ballottaggio | 12.542                      | 35,85 | 944                                  | 2,82   | 1     |       |
| Lista Civica dei Diritti per Viterbo            | Leonardo Michelini Accede al ballottaggio | 12.542                      | 35,85 | 793                                  | 2,36   | 1     |       |
|                                                 | Giulio Marini Accede al ballottaggio      | 8.807                       | 25,17 | Il Popolo della Libertà              | 5.560  | 16,61 | 4     |
| Fratelli d'Italia                               | Giulio Marini Accede al ballottaggio      | 8.807                       | 25,17 | 2.701                                | 8,07   | 2     |       |
| Ego Sum Leo                                     | Giulio Marini Accede al ballottaggio      | 8.807                       | 25,17 | 553                                  | 1,65   | -     |       |
| Civica per Viterbo                              | Giulio Marini Accede al ballottaggio      | 8.807                       | 25,17 | 497                                  | 1,48   | -     |       |
| Seggio al candidato sindaco                     | Seggio al candidato sindaco               | Seggio al candidato sindaco | 25,17 | 1                                    |        |       |       |
|                                                 | Filippo Rossi                             | 4.264                       | 12,18 | Viva Viterbo                         | 3.245  | 9,69  | 2     |
|                                                 | Gianluca De Dominicis                     | 2.417                       | 6,90  | Movimento 5 Stelle                   | 2.076  | 6,20  | 1     |
|                                                 | Gianmaria Santucci                        | 1.856                       | 5,30  | FondAzione! Per Santucci Sindaco (A) | 1.912  | 5,71  | 1     |
|                                                 | Chiara Frontini                           | 1.737                       | 4,69  | Viterbo Venti Venti                  | 1.141  | 3,40  | -     |
| Rotta Comune                                    | Chiara Frontini                           | 1.737                       | 4,69  | 395                                  | 1,18   | -     |       |
| Seggio al candidato sindaco                     | Seggio al candidato sindaco               | Seggio al candidato sindaco | 4,69  | 1                                    |        |       |       |
|                                                 | Andrea Scaramuccia                        | 926                         | 2,64  | La Destra (B)                        | 844    | 2,52  | -     |
|                                                 | Marco Prestininzi                         | 499                         | 1,42  | Partito della Rifondazione Comunista | 383    | 1,14  | -     |
|                                                 | Renzo Poleggi                             | 483                         | 1,38  | La Mia Tuscia (C)                    | 485    | 1,44  | -     |
|                                                 | Daniele Cario                             | 427                         | 1,22  | Solidarietà Cittadina                | 339    | 1,01  | -     |
|                                                 | Michele Bonatesta                         | 404                         | 1,15  | Insieme per il Territorio            | 386    | 1,15  | -     |
|                                                 | Diego Gaglini                             | 333                         | 0,95  | CasaPound                            | 305    | 0,91  | -     |
|                                                 | Giovanni Adami                            | 182                         | 0,52  | Fiamma Tricolore (D)                 | 136    | 0,40  | -     |
|                                                 | Ugo Biribicchi                            | 106                         | 0,30  | Viterbo che Lavora                   | 94     | 0,28  | -     |
| Totale                                          | Totale                                    | 34.983                      |       |                                      | 33.466 |       | 32    |

- Le liste contrassegnate con le lettere A, B, C e D sono apparentate al secondo turno con il candidato sindaco Giulio Marini.

Ballottaggio
| Candidati | Candidati                     | Voti   | %     |
| --------- | ----------------------------- | ------ | ----- |
|           | Leonardo Michelini ✔️ Sindaco | 16.514 | 62,86 |
|           | Giulio Marini                 | 9.759  | 37,14 |
| Totale    | Totale                        | 26.273 |       |

### Molise

#### Isernia
| Candidati                       | Candidati                   | Voti                        | %     | Liste                             | Voti   | %     | Seggi |
| ------------------------------- | --------------------------- | --------------------------- | ----- | --------------------------------- | ------ | ----- | ----- |
|                                 | Luigi Brasiello ✔️ Sindaco  | 6.904                       | 50,54 | Isernia di tutti                  | 2.258  | 17,02 | 7     |
| Partito Democratico             | Luigi Brasiello ✔️ Sindaco  | 6.904                       | 50,54 | 2.172                             | 16,37  | 6     |       |
| Popolari UDEUR                  | Luigi Brasiello ✔️ Sindaco  | 6.904                       | 50,54 | 811                               | 6,11   | 2     |       |
| Polo di Centro                  | Luigi Brasiello ✔️ Sindaco  | 6.904                       | 50,54 | 802                               | 6,04   | 2     |       |
| Uniti per Isernia               | Luigi Brasiello ✔️ Sindaco  | 6.904                       | 50,54 | 639                               | 4,81   | 2     |       |
| Sinistra Ecologia Libertà - PSI | Luigi Brasiello ✔️ Sindaco  | 6.904                       | 50,54 | 581                               | 4,38   | 1     |       |
| Iniziativa Democratica          | Luigi Brasiello ✔️ Sindaco  | 6.904                       | 50,54 | 241                               | 1,81   | -     |       |
|                                 | Giacomo D'Apollonio         | 5.867                       | 42,95 | Il Popolo della Libertà           | 1.583  | 11,93 | 3     |
| Isernia in Comune               | Giacomo D'Apollonio         | 5.867                       | 42,95 | 1.203                             | 9,07   | 3     |       |
| Progetto Molise                 | Giacomo D'Apollonio         | 5.867                       | 42,95 | 1.056                             | 7,96   | 2     |       |
| Fratelli d'Italia               | Giacomo D'Apollonio         | 5.867                       | 42,95 | 850                               | 6,40   | 2     |       |
| Grande Sud                      | Giacomo D'Apollonio         | 5.867                       | 42,95 | 703                               | 5,30   | 1     |       |
| Seggio al candidato sindaco     | Seggio al candidato sindaco | Seggio al candidato sindaco | 42,95 | 1                                 |        |       |       |
|                                 | Celeste Caranci             | 889                         | 6,50  | Isernia Bene Comune - La Sinistra | 364    | 2,74  | -     |
| Totale                          | Totale                      | 13.660                      |       |                                   | 13.263 |       | 32    |

### Campania

#### Avellino
| Candidati                          | Candidati                                  | Voti                        | %     | Liste                                   | Voti   | %     | Seggi |
| ---------------------------------- | ------------------------------------------ | --------------------------- | ----- | --------------------------------------- | ------ | ----- | ----- |
|                                    | Paolo Foti Accede al ballottaggio          | 9.026                       | 25,31 | Partito Democratico                     | 6.845  | 19,79 | 15    |
| Democratici per Avellino           | Paolo Foti Accede al ballottaggio          | 9.026                       | 25,31 | 1.490                                   | 4,30   | 3     |       |
| Autonomia Sud                      | Paolo Foti Accede al ballottaggio          | 9.026                       | 25,31 | 620                                     | 1,79   | 1     |       |
| Centro Democratico                 | Paolo Foti Accede al ballottaggio          | 9.026                       | 25,31 | 474                                     | 1,37   | 1     |       |
|                                    | Costantino Preziosi Accede al ballottaggio | 8.210                       | 23,03 | Unione di Centro                        | 5.533  | 15,99 | 4     |
| La Svolta Inizia da Te!            | Costantino Preziosi Accede al ballottaggio | 8.210                       | 23,03 | 1.851                                   | 5,35   | 1     |       |
| Libera Azione Democratica          | Costantino Preziosi Accede al ballottaggio | 8.210                       | 23,03 | 1.163                                   | 3,36   | -     |       |
| Avellino al Centro                 | Costantino Preziosi Accede al ballottaggio | 8.210                       | 23,03 | 1.075                                   | 3,10   | -     |       |
| Seggio al candidato sindaco        | Seggio al candidato sindaco                | Seggio al candidato sindaco | 23,03 | 1                                       |        |       |       |
|                                    | Nicola Battista                            | 5.900                       | 16,55 | Il Popolo della Libertà                 | 2.513  | 7,26  | 1     |
| La Civica Abellinum                | Nicola Battista                            | 5.900                       | 16,55 | 1.443                                   | 4,17   | 1     |       |
| Prodest                            | Nicola Battista                            | 5.900                       | 16,55 | 1.014                                   | 2,93   | -     |       |
| Patto Popolare per Avellino        | Nicola Battista                            | 5.900                       | 16,55 | 851                                     | 2,46   | -     |       |
| Fratelli d'Italia                  | Nicola Battista                            | 5.900                       | 16,55 | 167                                     | 0,48   | -     |       |
| Seggio al candidato sindaco        | Seggio al candidato sindaco                | Seggio al candidato sindaco | 16,55 | 1                                       |        |       |       |
|                                    | Gianluca Festa                             | 3.925                       | 11,01 | Per Avellino Davvero                    | 1.849  | 5,34  | -     |
| Governiamo Insieme Davvero         | Gianluca Festa                             | 3.925                       | 11,01 | 1.130                                   | 3,26   | -     |       |
| Seggio al candidato sindaco        | Seggio al candidato sindaco                | Seggio al candidato sindaco | 11,01 | 1                                       |        |       |       |
|                                    | Virgilio Cicalese                          | 3.189                       | 8,94  | Impegno Civico per Avellino             | 1.581  | 4,57  | -     |
| Vincere per Avellino               | Virgilio Cicalese                          | 3.189                       | 8,94  | 681                                     | 1,96   | -     |       |
| Impegno Civico per Avellino Futura | Virgilio Cicalese                          | 3.189                       | 8,94  | 422                                     | 1,22   | -     |       |
| Seggio al candidato sindaco        | Seggio al candidato sindaco                | Seggio al candidato sindaco | 8,94  | 1                                       |        |       |       |
|                                    | Giancarlo Giordano                         | 2.176                       | 6,10  | Per Cambiare Avellino l'Alternativa c'è | 1.619  | 4,68  | 1     |
|                                    | Tiziana Guidi                              | 2.034                       | 5,70  | Movimento 5 Stelle                      | 1.054  | 3,04  | -     |
|                                    | Sergio Trezza                              | 1.188                       | 3,33  | Movimento Civico per Avellino           | 1.212  | 3,50  | -     |
| Totale                             | Totale                                     | 35.648                      |       |                                         | 34.587 |       | 32    |

Ballottaggio
| Candidati | Candidati             | Voti   | %     |
| --------- | --------------------- | ------ | ----- |
|           | Paolo Foti ✔️ Sindaco | 15.120 | 60,57 |
|           | Costantino Preziosi   | 9.844  | 39,43 |
| Totale    | Totale                | 24.964 |       |

### Puglia

#### Barletta
| Candidati                     | Candidati                                | Voti                        | %     | Liste                            | Voti   | %     | Seggi |
| ----------------------------- | ---------------------------------------- | --------------------------- | ----- | -------------------------------- | ------ | ----- | ----- |
|                               | Pasquale Cascella Accede al ballottaggio | 24.388                      | 43,68 | Partito Democratico              | 10.514 | 19,70 | 9     |
| Sinistra Unita per Barletta   | Pasquale Cascella Accede al ballottaggio | 24.388                      | 43,68 | 4.945                            | 9,26   | 4     |       |
| Scelta Civica                 | Pasquale Cascella Accede al ballottaggio | 24.388                      | 43,68 | 3.198                            | 5,99   | 2     |       |
| Buona Politica                | Pasquale Cascella Accede al ballottaggio | 24.388                      | 43,68 | 2.266                            | 4,24   | 2     |       |
| Insieme - Cascella Sindaco    | Pasquale Cascella Accede al ballottaggio | 24.388                      | 43,68 | 2.237                            | 4,19   | 2     |       |
| Centro Democratico            | Pasquale Cascella Accede al ballottaggio | 24.388                      | 43,68 | 1.787                            | 3,34   | 1     |       |
|                               | Giovanni Alfarano Accede al ballottaggio | 15.008                      | 26,88 | Il Popolo della Libertà          | 5.730  | 10,73 | 3     |
| Adesso Puoi                   | Giovanni Alfarano Accede al ballottaggio | 15.008                      | 26,88 | 3.150                            | 5,90   | 2     |       |
| Nuova Generazione             | Giovanni Alfarano Accede al ballottaggio | 15.008                      | 26,88 | 2.499                            | 4,68   | 1     |       |
| Alfarano X Barletta           | Giovanni Alfarano Accede al ballottaggio | 15.008                      | 26,88 | 1.744                            | 3,26   | 1     |       |
| Sicuramente Vitobello         | Giovanni Alfarano Accede al ballottaggio | 15.008                      | 26,88 | 1.211                            | 2,26   | -     |       |
| Movimento Politico Schittulli | Giovanni Alfarano Accede al ballottaggio | 15.008                      | 26,88 | 1.119                            | 2,09   | -     |       |
| Pr1ma Barletta                | Giovanni Alfarano Accede al ballottaggio | 15.008                      | 26,88 | 386                              | 0,72   | -     |       |
| La Puglia Prima di Tutto      | Giovanni Alfarano Accede al ballottaggio | 15.008                      | 26,88 | 331                              | 0,62   | -     |       |
| Seggio al candidato sindaco   | Seggio al candidato sindaco              | Seggio al candidato sindaco | 26,88 | 1                                |        |       |       |
|                               | Cosimo Cannito                           | 9.826                       | 17,60 | Partito Socialista Italiano      | 3.373  | 6,32  | 1     |
| Barletta Attiva               | Cosimo Cannito                           | 9.826                       | 17,60 | 2.557                            | 4,79   | 1     |       |
| Cannito Sindaco               | Cosimo Cannito                           | 9.826                       | 17,60 | 1.369                            | 2,56   | -     |       |
| Seggio al candidato sindaco   | Seggio al candidato sindaco              | Seggio al candidato sindaco | 17,60 | 1                                |        |       |       |
|                               | Patrizia Corvasce                        | 4.557                       | 8,16  | Movimento 5 Stelle               | 3.150  | 5,90  | 1     |
|                               | Giuseppe Tupputi                         | 1.716                       | 3,07  | Riscriviamo Barletta             | 1.523  | 2,85  | -     |
| Unione di Centro              | Giuseppe Tupputi                         | 1.716                       | 3,07  | 146                              | 0,27   | -     |       |
|                               | Michele Rizzi                            | 334                         | 0,59  | Partito di Alternativa Comunista | 135    | 0,25  | -     |
| Totale                        | Totale                                   | 55.829                      |       |                                  | 53.370 |       | 32    |

Ballottaggio
| Candidati | Candidati                    | Voti   | %     |
| --------- | ---------------------------- | ------ | ----- |
|           | Pasquale Cascella ✔️ Sindaco | 23.749 | 62,89 |
|           | Giovanni Alfarano            | 14.014 | 37,11 |
| Totale    | Totale                       | 37.763 |       |

### Sicilia

#### Catania
| Candidati                    | Candidati              | Voti   | %     | Liste                                | Voti    | %     | Seggi |
| ---------------------------- | ---------------------- | ------ | ----- | ------------------------------------ | ------- | ----- | ----- |
|                              | Enzo Bianco ✔️ Sindaco | 44.537 | 50,62 | Patto per Catania                    | 21.050  | 16,53 | 8     |
| Il Megafono - Lista Crocetta | Enzo Bianco ✔️ Sindaco | 44.537 | 50,62 | 15.428                               | 12,11   | 5     |       |
| Articolo 4                   | Enzo Bianco ✔️ Sindaco | 44.537 | 50,62 | 14.779                               | 11,60   | 5     |       |
| Partito Democratico          | Enzo Bianco ✔️ Sindaco | 44.537 | 50,62 | 14.435                               | 11,33   | 5     |       |
| Primavera per Catania        | Enzo Bianco ✔️ Sindaco | 44.537 | 50,62 | 11.073                               | 8,69    | 4     |       |
| Sinistra per Catania         | Enzo Bianco ✔️ Sindaco | 44.537 | 50,62 | 1.194                                | 0,82    | -     |       |
| Democrazia Federale          | Enzo Bianco ✔️ Sindaco | 44.537 | 50,62 | 454                                  | 0,31    | -     |       |
|                              | Raffaele Stancanelli   | 32.218 | 36,62 | Il Popolo della Libertà              | 20.060  | 15,75 | 7     |
| Grande Catania               | Raffaele Stancanelli   | 32.218 | 36,62 | 15.881                               | 12,47   | 6     |       |
| Tutti per Catania            | Raffaele Stancanelli   | 32.218 | 36,62 | 14.662                               | 11,51   | 5     |       |
| Cantiere Popolare            | Raffaele Stancanelli   | 32.218 | 36,62 | 1.941                                | 1,34    | -     |       |
|                              | Maurizio Caserta       | 6.476  | 7,36  | Per Catania Maurizio Caserta Sindaco | 5.855   | 4,05  | -     |
|                              | Lidia Adorno           | 2.989  | 3,40  | Movimento 5 Stelle                   | 5.869   | 4,05  | -     |
|                              | Matteo Iannitti        | 1.393  | 1,58  | Catania Bene Comune                  | 1.418   | 0,98  | -     |
|                              | Tuccio d'Urso          | 378    | 0,43  | Aggiusta Catania                     | 663     | 0,46  | -     |
| Totale                       | Totale                 | 87.991 |       |                                      | 144.762 |       | 45    |

Fonti: Voti - Seggi

#### Messina
| Candidati                | Candidati                               | Voti   | %     | Liste                    | Voti    | %     | Seggi |
| ------------------------ | --------------------------------------- | ------ | ----- | ------------------------ | ------- | ----- | ----- |
|                          | Felice Calabrò Accede al ballottaggio   | 41.453 | 49,94 | Unione di Centro         | 15.897  | 12,60 | 6     |
| Partito Democratico      | Felice Calabrò Accede al ballottaggio   | 41.453 | 49,94 | 15.365                   | 12,18   | 6     |       |
| Democratici Riformisti   | Felice Calabrò Accede al ballottaggio   | 41.453 | 49,94 | 14.586                   | 11,56   | 6     |       |
| Il Megafono              | Felice Calabrò Accede al ballottaggio   | 41.453 | 49,94 | 11.309                   | 8,97    | 4     |       |
| Progressisti Democratici | Felice Calabrò Accede al ballottaggio   | 41.453 | 49,94 | 10.047                   | 7,97    | 4     |       |
| Felice per Messina       | Felice Calabrò Accede al ballottaggio   | 41.453 | 49,94 | 9.580                    | 7,60    | 3     |       |
| La Farfalla              | Felice Calabrò Accede al ballottaggio   | 41.453 | 49,94 | 3.605                    | 2,86    | -     |       |
| Messina Nuova            | Felice Calabrò Accede al ballottaggio   | 41.453 | 49,94 | 2.130                    | 1,69    | -     |       |
|                          | Renato Accorinti Accede al ballottaggio | 19.939 | 24,02 | Renato Accorinti Sindaco | 10.338  | 8,20  | 4     |
|                          | Vincenzo Garofalo                       | 15.130 | 18,49 | Il Popolo della Libertà  | 13.185  | 10,45 | 5     |
| Siamo Messina            | Vincenzo Garofalo                       | 15.130 | 18,49 | 7.081                    | 5,61    | 2     |       |
| Fratelli d'Italia        | Vincenzo Garofalo                       | 15.130 | 18,49 | 2.089                    | 1,66    | -     |       |
| Popolo dell'Avvenire     | Vincenzo Garofalo                       | 15.130 | 18,49 | 1.418                    | 1,12    | -     |       |
| Autonomisti per Messina  | Vincenzo Garofalo                       | 15.130 | 18,49 | 1.099                    | 0,87    | -     |       |
|                          | Gianfranco Scoglio                      | 2.351  | 2,87  | Nuova Alleanza           | 3.564   | 2,83  | -     |
|                          | Maria Saija                             | 2.348  | 2,87  | Movimento 5 Stelle       | 3.192   | 2,53  | -     |
|                          | Alessandro Tinaglia                     | 1.592  | 1,95  | Reset!                   | 1.641   | 1,30  | -     |
| Totale                   | Totale                                  |        |       |                          | 116.826 |       | 40    |

Ballottaggio
| Candidati | Candidati                   | Voti   | %     |
| --------- | --------------------------- | ------ | ----- |
|           | Renato Accorinti ✔️ Sindaco | 47.866 | 52,67 |
|           | Felice Calabrò              | 43.017 | 47,33 |
| Totale    |                             |        |       |

Fonti: Primo turno - Secondo turno - Seggi

#### Ragusa
| Candidati              | Candidati                                 | Voti   | %     | Liste                   | Voti   | %     | Seggi |
| ---------------------- | ----------------------------------------- | ------ | ----- | ----------------------- | ------ | ----- | ----- |
|                        | Giovanni Cosentini Accede al ballottaggio | 8.877  | 29,34 | Partito Democratico     | 4.233  | 11,94 | 2     |
| Ragusa Domani          | Giovanni Cosentini Accede al ballottaggio | 8.877  | 29,34 | 4.098                   | 11,56  | 2     |       |
| Territorio             | Giovanni Cosentini Accede al ballottaggio | 8.877  | 29,34 | 3.413                   | 9,63   | 1     |       |
| Unione di Centro       | Giovanni Cosentini Accede al ballottaggio | 8.877  | 29,34 | 2.393                   | 6,75   | 1     |       |
| Il Megafono            | Giovanni Cosentini Accede al ballottaggio | 8.877  | 29,34 | 2.213                   | 6,24   | 1     |       |
|                        | Federico Piccitto Accede al ballottaggio  | 4.732  | 15,64 | Movimento 5 Stelle      | 3.411  | 9,62  | 18    |
|                        | Giovanni Francesco Antoci                 | 4.555  | 15,05 | Il Popolo della Libertà | 2.306  | 6,50  | 1     |
| Movimento Civico Ibleo | Giovanni Francesco Antoci                 | 4.555  | 15,05 | 1.890                   | 5,33   | 1     |       |
| Ragusa Protagonista    | Giovanni Francesco Antoci                 | 4.555  | 15,05 | 1.760                   | 4,96   | -     |       |
|                        | Enrico Platania                           | 4.400  | 14,54 | Movimento Città         | 3.413  | 9,63  | 1     |
|                        | Francesco Barone                          | 3.953  | 13,06 | Idee per Ragusa         | 3.076  | 8,68  | 1     |
| Costruiamo il Futuro   | Francesco Barone                          | 3.953  | 13,06 | 643                     | 1,81   | -     |       |
|                        | Giovanni Iacono                           | 3.741  | 12,36 | Partecipiamo            | 2.606  | 7,35  | 1     |
| Totale                 | Totale                                    | 30.258 |       |                         | 35.455 |       | 30    |

Ballottaggio
| Candidati | Candidati                    | Voti   | %     |
| --------- | ---------------------------- | ------ | ----- |
|           | Federico Piccitto ✔️ Sindaco | 20.720 | 69,35 |
|           | Giovanni Cosentini           | 9.156  | 30,65 |
| Totale    |                              |        |       |

Fonti: Primo turno - Secondo turno - Seggi

#### Siracusa
| Candidati                           | Candidati                                  | Voti   | %     | Liste                     | Voti   | %     | Seggi |
| ----------------------------------- | ------------------------------------------ | ------ | ----- | ------------------------- | ------ | ----- | ----- |
|                                     | Giancarlo Garozzo Accede al ballottaggio   | 14.311 | 31,11 | Partito Democratico       | 7.923  | 13,26 | 11    |
| Per Siracusa Garozzo Sindaco        | Giancarlo Garozzo Accede al ballottaggio   | 14.311 | 31,11 | 6.167                     | 10,32  | 9     |       |
| Il Megafono                         | Giancarlo Garozzo Accede al ballottaggio   | 14.311 | 31,11 | 3.413                     | 5,71   | 4     |       |
| Rinnoviamo Siracusa Adesso!         | Giancarlo Garozzo Accede al ballottaggio   | 14.311 | 31,11 | 2.955                     | 4,95   | -     |       |
|                                     | Ezechia Paolo Reale Accede al ballottaggio | 12.440 | 27,05 | Progetto Siracusa         | 5.899  | 9,87  | 3     |
| Siracusa Democratica                | Ezechia Paolo Reale Accede al ballottaggio | 12.440 | 27,05 | 4.101                     | 6,86   | 2     |       |
| Siracusa Protagonista con Vinciullo | Ezechia Paolo Reale Accede al ballottaggio | 12.440 | 27,05 | 3.483                     | 5,83   | 2     |       |
| Mangiafico                          | Ezechia Paolo Reale Accede al ballottaggio | 12.440 | 27,05 | 3.175                     | 5,31   | 2     |       |
| I.T.A.C.A.                          | Ezechia Paolo Reale Accede al ballottaggio | 12.440 | 27,05 | 264                       | 0,44   | -     |       |
|                                     | Edgardo Bandiera                           | 9.741  | 21,18 | Il Popolo della Libertà   | 4.777  | 7,99  | 3     |
| Centro Democratico                  | Edgardo Bandiera                           | 9.741  | 21,18 | 4.258                     | 7,13   | 2     |       |
| Con Edy per Siracusa                | Edgardo Bandiera                           | 9.741  | 21,18 | 4.174                     | 6,99   | 2     |       |
| Italiani in Movimento               | Edgardo Bandiera                           | 9.741  | 21,18 | 757                       | 1,27   | -     |       |
|                                     | Marco Ortisi                               | 2.971  | 6,46  | Movimento 5 Stelle        | 2.392  | 4,00  | -     |
|                                     | Giovanni Briante                           | 2.386  | 5,19  | Siracusa Risvegliati! (A) | 2.114  | 3,54  | -     |
|                                     | Santi Pane                                 | 2.067  | 4,49  | Pronti al Cambiamento     | 1.888  | 3,16  | -     |
|                                     | Pucci La Torre                             | 1.172  | 2,55  | Siracusa Volta Pagina     | 1.233  | 2,06  | -     |
|                                     | Franco Greco                               | 910    | 1,98  | Un Volto Pulito           | 786    | 1,32  | -     |
| Totale                              | Totale                                     | 45.998 |       |                           | 59.759 |       | 40    |

- La lista contrassegnata con la lettera A è apparentata al secondo turno con il candidato sindaco Ezechia Paolo Reale.

Ballottaggio
| Candidati | Candidati                    | Voti   | %     |
| --------- | ---------------------------- | ------ | ----- |
|           | Giancarlo Garozzo ✔️ Sindaco | 18.902 | 53,30 |
|           | Ezechia Paolo Reale          | 16.563 | 46,70 |
| Totale    |                              |        |       |

Fonti: Primo turno - Secondo turno - Seggi

### Sardegna

#### Iglesias (Italia)|Iglesias
| Candidati                       | Candidati                                 | Voti                        | %     | Liste                  | Voti   | %     | Seggi |
| ------------------------------- | ----------------------------------------- | --------------------------- | ----- | ---------------------- | ------ | ----- | ----- |
|                                 | Emilio Gariazzo Accede al ballottaggio    | 7.828                       | 49,52 | Partito Democratico    | 3.101  | 20,87 | 8     |
| Casa Iglesias                   | Emilio Gariazzo Accede al ballottaggio    | 7.828                       | 49,52 | 1.131                  | 7,61   | 2     |       |
| Sinistra Ecologia Libertà       | Emilio Gariazzo Accede al ballottaggio    | 7.828                       | 49,52 | 1.068                  | 7,19   | 2     |       |
| Il Tuo Segno per Gariazzo       | Emilio Gariazzo Accede al ballottaggio    | 7.828                       | 49,52 | 1.045                  | 7,03   | 2     |       |
| Uniti per Iglesias (PSI - PdCI) | Emilio Gariazzo Accede al ballottaggio    | 7.828                       | 49,52 | 581                    | 3,91   | 1     |       |
| Civitas                         | Emilio Gariazzo Accede al ballottaggio    | 7.828                       | 49,52 | 274                    | 1,84   | -     |       |
|                                 | Gianmarco Eltrudis Accede al ballottaggio | 7.197                       | 45,53 | Piazza Sella           | 5.286  | 35,58 | 6     |
| Il Popolo della Libertà         | Gianmarco Eltrudis Accede al ballottaggio | 7.197                       | 45,53 | 1.731                  | 11,65  | 2     |       |
| Seggio al candidato sindaco     | Seggio al candidato sindaco               | Seggio al candidato sindaco | 45,53 | 1                      |        |       |       |
|                                 | Dario Carbini                             | 400                         | 2,53  | Identità Iglesiente    | 338    | 2,27  | -     |
|                                 | Sandro Esu                                | 380                         | 2,40  | Partito Sardo d'Azione | 298    | 2,00  | -     |
| Totale                          | Totale                                    | 15.805                      |       |                        | 14.853 |       | 24    |

Ballottaggio
| Candidati | Candidati                  | Voti   | %     |
| --------- | -------------------------- | ------ | ----- |
|           | Emilio Gariazzo ✔️ Sindaco | 7.216  | 51,68 |
|           | Gianmarco Eltrudis         | 6.747  | 48,32 |
| Totale    | Totale                     | 13.963 |       |

## Elezioni provinciali

### Provincia di Udine
| Candidati                                   | Candidati                          | Voti                           | %     | Liste                   | Voti    | %     | Seggi |
| ------------------------------------------- | ---------------------------------- | ------------------------------ | ----- | ----------------------- | ------- | ----- | ----- |
|                                             | Pietro Fontanini Eletto presidente | 109.334                        | 50,03 | Il Popolo della Libertà | 44.335  | 23,73 | 10    |
| Lega Nord                                   | Pietro Fontanini Eletto presidente | 109.334                        | 50,03 | 26.545                  | 14,21   | 5     |       |
| Unione di Centro                            | Pietro Fontanini Eletto presidente | 109.334                        | 50,03 | 11.002                  | 5,89    | 2     |       |
| Fratelli d'Italia - La Destra               | Pietro Fontanini Eletto presidente | 109.334                        | 50,03 | 7.740                   | 4,14    | 1     |       |
| Movimento Autonomista Friulano              | Pietro Fontanini Eletto presidente | 109.334                        | 50,03 | 3.869                   | 2,07    | -     |       |
|                                             | Andrea Simone Lerussi              | 89.772                         | 41,07 | Partito Democratico     | 59.197  | 31,69 | 9     |
| Sinistra Ecologia Libertà                   | Andrea Simone Lerussi              | 89.772                         | 41,07 | 11.518                  | 6,17    | 1     |       |
| Rifondazione Comunista - Comunisti Italiani | Andrea Simone Lerussi              | 89.772                         | 41,07 | 4.403                   | 2,36    | -     |       |
| Scelta Adesso                               | Andrea Simone Lerussi              | 89.772                         | 41,07 | 2.585                   | 1,38    | -     |       |
| Seggio al candidato presidente              | Seggio al candidato presidente     | Seggio al candidato presidente | 41,07 | 1                       |         |       |       |
|                                             | Federico Simeoni                   | 12.547                         | 5,74  | Front Furlan            | 10.160  | 5,44  | 1     |
|                                             | Massimo Brini                      | 6.904                          | 3,16  | Un'Altra Regione        | 5.438   | 2,91  | -     |
| Totale                                      | Totale                             | 218.557                        |       |                         | 186.792 |       | 30    |

Fonti: Presidenti  - Liste - Seggi

## Fonti
- Comuniverso: Sindaci eletti nelle Amministrative 2013, su comuniverso.it. URL consultato il 29 novembre 2014 (archiviato dall'url originale il 22 luglio 2014).
- Comuni al voto 2013 - lista e mappa, su comuniverso.it. URL consultato il 29 novembre 2014 (archiviato dall'url originale il 4 dicembre 2014).
- Elenco dei Comuni interessati dalle elezioni amministrative del 26 e 27 maggio 2013 (PDF) [collegamento interrotto], su interno.gov.it.